# Julius Riemann
Julius Friedrich Riemann (Graudenz, 16. travnja 1855. – Wiesbaden, 15. lipnja 1935.) je bio njemački general i vojni zapovjednik. Tijekom Prvog svjetskog rata zapovijedao je VIII. i VI. korpusom na Zapadnom i Istočnom bojištu

## Vojna karijera
Julius Riemann rođen je 16. travnja 1855. u Graudenzu (danas Grudziadz u Poljskoj). Studirao je filozofiju na Sveučilištu u Berlinu, te je nakon završetka studija 1878. godine stupio u vojsku služeći u 2. gardijskoj pješačkoj pukovniji. Nakon toga služi u 93. pješačkoj pukovniji, dok je u lipnju 1886. unaprijeđen u čin poručnika. Čin satnika dostigao je u ožujku 1890. godine, bojnikom je postao u rujnu 1895. godine, dok je u travnju 1902. promaknut u čin potpukovnika. U rujnu 1905. unaprijeđen je u čin pukovnika, dok je u rujnu 1906. godine imenovan zapovjednikom 7. lotarinške pješačke pukovnije. Istodobno s tim imenovanjem promaknut je u čin general bojnika. U ožujku 1909. postaje zapovjednikom 32. pješačke brigade kojom zapovijeda do travnja 1912. godine kada preuzima zapovjedništvo nad 15. pješačkom divizijom sa sjedištem u Kölnu uz istodobno promaknuće u čin general poručnika. Na mjestu zapovjednika 15. pješačke divizije dočekuje i početak Prvog svjetskog rata.

## Prvi svjetski rat
Na početku Prvog svjetskog rata 15. pješačka divizija nalazila se u sastavu 4. armije kojom je na Zapadnom bojištu zapovijedao vojvoda Albrecht. Zapovijedajući navedenom divizijom Riemann sudjeluje u prodoru kroz Luksemburg i Belgiju. Početkom listopada 1914. postaje zapovjednikom VIII. korpusa s kojim početkom 1915. sudjeluje u teškim borbama u Champagni. Za navedeno je u siječnju 1915. promaknut u čin generala pješaštva, te je 16. ožujka 1915. odlikovan ordenom Pour le Mérite. Nakon završetka Prve bitke u Champagni, Riemann je s VIII. korpusom premješten u sastav 6. armije gdje u pokrajini Artois sudjeluje u proljetnim borbama kod LaBasseea i Arrasa. Potom VIII. korpus prelazi u sastav 7. armije u sastavu koje drži položaje na rijeci Aisnei.
U prosincu 1916. Riemann je premješten na Istočno bojište gdje postaje zapovjednikom VI. korpusa kojim je do tada zapovijedao Georg von der Marwitz. S navedenim korpusom drži položaje duž pripajtskih močvara u Ukrajini. U rujnu 1917. VI. korpus je premješten sjeverno u sastav 8. armije gdje sudjeluje u uspješnom napadu na Rigu. U prosincu 1917. Riemann je premješten u pričuvu i stavljen na raspolaganje, te je u ožujku 1918. umirovljen.

## Poslije rata
Julius Riemann je preminuo 15. lipnja 1935. godine u 81. godini života u Wiesbadenu. U lipnju 1938. nacisti su vojarnu u Dürenu Riemannu u čast nazvali njegovim imenom. 

## Vanjske poveznice
(eng.) Julius Reimann na stranici Prussianmachine.com

(njem.) Julius Reimann na stranici Deutschland14-18.de